# National Hockey League 1968/1969
National Hockey League 1968/1969 var den 52:a säsongen av NHL. 12 lag spelade 76 matcher i grundserien innan Stanley Cup inleddes den 2 april 1969. Stanley Cup vanns av Montreal Canadiens som tog sin 16:e titel, efter finalseger mot St. Louis Blues med 4-0 i matcher.
Boston Bruins blev historiska genom att som första lag nånsin göra över 300 mål under grundserien.
Legenden Phil Esposito, Boston Bruins, vann poängligan på 126 poäng (49 mål och 77 assist). Det var första gången nånsin en spelare gjorde över 100 poäng under NHL:s grundserien. Dessutom gjorde både Bobby Hull och Gordie Howe också över 100 poäng.

## Grundserien

### East Division
| Nr | Lag                 | S  | V  | O  | F  | GM  | IM  | MS  | P   |
| -- | ------------------- | -- | -- | -- | -- | --- | --- | --- | --- |
| 1  | Montreal Canadiens  | 76 | 46 | 11 | 19 | 271 | 202 | +69 | 103 |
| 2  | Boston Bruins       | 76 | 42 | 16 | 18 | 303 | 221 | +82 | 100 |
| 3  | New York Rangers    | 76 | 41 | 9  | 26 | 231 | 196 | +35 | 91  |
| 4  | Toronto Maple Leafs | 76 | 35 | 15 | 26 | 234 | 217 | +17 | 85  |
| 5  | Detroit Red Wings   | 76 | 33 | 12 | 31 | 239 | 221 | +18 | 78  |
| 6  | Chicago Black Hawks | 76 | 34 | 9  | 33 | 280 | 246 | +34 | 77  |

### West Division
| Nr | Lag                   | S  | V  | O  | F  | GM  | IM  | MS  | P  |
| -- | --------------------- | -- | -- | -- | -- | --- | --- | --- | -- |
| 1  | St. Louis Blues       | 76 | 37 | 14 | 25 | 204 | 157 | +47 | 88 |
| 2  | Oakland Seals         | 76 | 29 | 11 | 36 | 219 | 251 | −32 | 69 |
| 3  | Philadelphia Flyers   | 76 | 20 | 21 | 35 | 174 | 225 | −51 | 61 |
| 4  | Los Angeles Kings     | 76 | 24 | 10 | 42 | 185 | 260 | −75 | 58 |
| 5  | Pittsburgh Penguins   | 76 | 20 | 11 | 45 | 189 | 252 | −63 | 51 |
| 6  | Minnesota North Stars | 76 | 18 | 15 | 43 | 189 | 270 | −81 | 51 |

## Poängligan grundserien 1968/1969
Not: SM = Spelade matcher; M = Mål; A = Assists; Pts = Poäng
| Spelare         | Lag                 | SM | M  | A  | Pts |
| --------------- | ------------------- | -- | -- | -- | --- |
| Phil Esposito   | Boston Bruins       | 74 | 49 | 77 | 126 |
| Bobby Hull      | Chicago Black Hawks | 74 | 58 | 49 | 107 |
| Gordie Howe     | Detroit Red Wings   | 76 | 44 | 59 | 103 |
| Stan Mikita     | Chicago Black Hawks | 74 | 30 | 67 | 97  |
| Ken Hodge       | Boston Bruins       | 75 | 45 | 45 | 90  |
| Yvan Cournoyer  | Montreal Canadiens  | 76 | 43 | 44 | 87  |
| Alex Delvecchio | Detroit Red Wings   | 72 | 25 | 58 | 83  |
| Red Berenson    | St Louis Blues      | 76 | 35 | 47 | 82  |
| Frank Mahovlich | Detroit Red Wings   | 76 | 49 | 29 | 78  |
| Jean Ratelle    | New York Rangers    | 76 | 32 | 46 | 78  |

## Slutspelet 1969
8 lag gjorde upp om Stanley Cup-pokalen, matchserierna avgjordes i bäst av sju matcher.
|  | Kvartsfinaler       | Kvartsfinaler     |                    |   | Semifinaler | Semifinaler |  |  | Final | Final |
|  |                     |                   |                    |   |             |             |  |  |       |       |
|  |                     |                   |                    |   |             |             |  |  |       |       |
|  |                     |                   |                    |   |             |             |  |  |       |       |
|  | Montreal Canadiens  | 4                 |                    |   |             |             |  |  |       |       |
|  | Montreal Canadiens  | 4                 |                    |   |             |             |  |  |       |       |
|  | New York Rangers    | 0                 |                    |   |             |             |  |  |       |       |
|  | New York Rangers    | 0                 | Montreal Canadiens | 4 |             |             |  |  |       |       |
|  |                     |                   | Montreal Canadiens | 4 |             |             |  |  |       |       |
|  |                     | Boston Bruins     | 2                  |   |             |             |  |  |       |       |
|  | Boston Bruins       | Boston Bruins     | 2                  | 4 |             |             |  |  |       |       |
|  | Boston Bruins       |                   |                    | 4 |             |             |  |  |       |       |
|  | Toronto Maple Leafs | 0                 |                    |   |             |             |  |  |       |       |
|  | Toronto Maple Leafs | 0                 | Montreal Canadiens | 4 |             |             |  |  |       |       |
|  |                     |                   | Montreal Canadiens | 4 |             |             |  |  |       |       |
|  |                     | St. Louis Blues   | 0                  |   |             |             |  |  |       |       |
|  | St. Louis Blues     | St. Louis Blues   | 0                  | 4 |             |             |  |  |       |       |
|  | St. Louis Blues     |                   |                    | 4 |             |             |  |  |       |       |
|  | Philadelphia Flyers | 0                 |                    |   |             |             |  |  |       |       |
|  | Philadelphia Flyers | 0                 | St. Louis Blues    | 4 |             |             |  |  |       |       |
|  |                     |                   | St. Louis Blues    | 4 |             |             |  |  |       |       |
|  |                     | Los Angeles Kings | 0                  |   |             |             |  |  |       |       |
|  | Oakland Seals       | Los Angeles Kings | 0                  | 3 |             |             |  |  |       |       |
|  | Oakland Seals       |                   |                    | 3 |             |             |  |  |       |       |
|  | Los Angeles Kings   | 4                 |                    |   |             |             |  |  |       |       |
|  | Los Angeles Kings   | 4                 |                    |   |             |             |  |  |       |       |

Kvartsfinaler
Montreal Canadiens vs. New York Rangers
| Datum   | Hemma              | Mål | Borta              | Mål |
| ------- | ------------------ | --- | ------------------ | --- |
| 2 april | Montreal Canadiens | 3   | New York Rangers   | 1   |
| 3 april | Montreal Canadiens | 5   | New York Rangers   | 2   |
| 5 april | New York Rangers   | 1   | Montreal Canadiens | 4   |
| 6 april | New York Rangers   | 3   | Montreal Canadiens | 4   |

Montreal Canadiens vann kvartsfinalserien med 4-0 i matcher
Boston Bruins vs. Toronto Maple Leafs
| Datum   | Hemma               | Mål | Borta               | Mål |
| ------- | ------------------- | --- | ------------------- | --- |
| 2 april | Boston Bruins       | 10  | Toronto Maple Leafs | 0   |
| 3 april | Boston Bruins       | 7   | Toronto Maple Leafs | 0   |
| 5 april | Toronto Maple Leafs | 3   | Boston Bruins       | 4   |
| 6 april | Toronto Maple Leafs | 2   | Boston Bruins       | 3   |

Boston Bruins vann kvartsfinalserien med 4-0 i matcher
St Louis Blues vs. Philadelphia Flyers
| Datum   | Hemma               | Mål | Borta               | Mål |
| ------- | ------------------- | --- | ------------------- | --- |
| 2 april | St Louis Blues      | 5   | Philadelphia Flyers | 2   |
| 3 april | St Louis Blues      | 5   | Philadelphia Flyers | 0   |
| 5 april | Philadelphia Flyers | 0   | St Louis Blues      | 3   |
| 6 april | Philadelphia Flyers | 1   | St Louis Blues      | 4   |

St Louis Blues vann kvartsfinalserien med 4-0 i matcher
Oakland Seals vs. Los Angeles Kings
| Datum    | Hemma             | Mål | Borta             | Mål | Not      |
| -------- | ----------------- | --- | ----------------- | --- | -------- |
| 2 april  | Oakland Seals     | 4   | Los Angeles Kings | 5   | SD 00:19 |
| 3 april  | Oakland Seals     | 4   | Los Angeles Kings | 2   |          |
| 5 april  | Los Angeles Kings | 2   | Oakland Seals     | 5   |          |
| 6 april  | Los Angeles Kings | 4   | Oakland Seals     | 2   |          |
| 9 april  | Oakland Seals     | 4   | Los Angeles Kings | 1   |          |
| 10 april | Los Angeles Kings | 4   | Oakland Seals     | 3   |          |
| 13 april | Oakland Seals     | 3   | Los Angeles Kings | 5   |          |

Los Angeles Kings vann kvartsfinalserien med 4-3 i matcher
Semifinaler
Montreal Canadiens vs. Boston Bruins
| Datum    | Hemma              | Mål | Borta              | Mål | Not      |
| -------- | ------------------ | --- | ------------------ | --- | -------- |
| 10 april | Montreal Canadiens | 3   | Boston Bruins      | 2   | SD 00:42 |
| 13 april | Montreal Canadiens | 4   | Boston Bruins      | 3   | SD 04:55 |
| 17 april | Boston Bruins      | 5   | Montreal Canadiens | 0   |          |
| 20 april | Boston Bruins      | 3   | Montreal Canadiens | 2   |          |
| 22 april | Montreal Canadiens | 4   | Boston Bruins      | 2   |          |
| 24 april | Boston Bruins      | 1   | Montreal Canadiens | 2   | SD 31:28 |

Montreal Canadiens vann semifinalserien med 4-2 i matcher
St Louis Blues vs. Los Angeles Kings
| Datum    | Hemma             | Mål | Borta             | Mål |
| -------- | ----------------- | --- | ----------------- | --- |
| 15 april | St Louis Blues    | 4   | Los Angeles Kings | 0   |
| 17 april | St Louis Blues    | 3   | Los Angeles Kings | 2   |
| 19 april | Los Angeles Kings | 2   | St Louis Blues    | 5   |
| 20 april | Los Angeles Kings | 1   | St Louis Blues    | 4   |

St Louis Blues vann semifinalserien med 4-0 i matcher

## Stanley Cup-final
Montreal Canadiens vs. St Louis Blues
| Datum    | Hemma              | Mål | Borta              | Mål | Arena                      |
| -------- | ------------------ | --- | ------------------ | --- | -------------------------- |
| 27 april | Montreal Canadiens | 3   | St Louis Blues     | 1   | Forum, Montreal            |
| 29 april | Montreal Canadiens | 3   | St Louis Blues     | 1   | Forum, Montreal            |
| 1 maj    | St Louis Blues     | 0   | Montreal Canadiens | 4   | St. Louis Arena, St. Louis |
| 4 maj    | St Louis Blues     | 1   | Montreal Canadiens | 2   | St. Louis Arena, St. Louis |

Montreal Canadiens vann finalserien med 4-0 i matcher

## NHL awards
| 1968–69 NHL awards              | 1968–69 NHL awards                           |
| ------------------------------- | -------------------------------------------- |
| Prince of Wales Trophy:         | Montreal Canadiens                           |
| Clarence S. Campbell Bowl:      | St. Louis Blues                              |
| Art Ross Memorial Trophy:       | Phil Esposito, Boston Bruins                 |
| Bill Masterton Memorial Trophy: | Ted Hampson, Oakland Seals                   |
| Calder Memorial Trophy:         | Danny Grant, Minnesota North Stars           |
| Conn Smythe Trophy:             | Serge Savard, Montreal Canadiens             |
| Hart Memorial Trophy:           | Phil Esposito, Boston Bruins                 |
| James Norris Memorial Trophy:   | Bobby Orr, Boston Bruins                     |
| Lady Byng Memorial Trophy:      | Alex Delvecchio, Detroit Red Wings           |
| NHL Plus/Minus Award:           | Bobby Orr, Boston Bruins                     |
| Vezina Trophy:                  | Glenn Hall & Jacques Plante, St. Louis Blues |
| Lester Patrick Trophy:          | Robert M. Hull                               |

## All-Star
| Första laget                    | Position | Andra laget                        |
| ------------------------------- | -------- | ---------------------------------- |
| Glenn Hall, St. Louis Blues     | M        | Ed Giacomin, New York Rangers      |
| Bobby Orr, Boston Bruins        | B        | Ted Green, Boston Bruins           |
| Tim Horton, Toronto Maple Leafs | B        | Ted Harris, Montreal Canadiens     |
| Phil Esposito, Boston Bruins    | C        | Jean Beliveau, Montreal Canadiens  |
| Gordie Howe, Detroit Red Wings  | HF       | Yvan Cournoyer, Montreal Canadiens |
| Bobby Hull, Chicago Black Hawks | VF       | Frank Mahovlich, Detroit Red Wings |